# 尾沢とし和
尾沢 とし和（おざわ としかず、1958年 - ）は、日本のイラストレーター、絵本作家、アートディレクター。本名は尾澤 敏和（おざわ としかず）。

## 概要
東京都出身のイラストレーターである。『月刊漫画ガロ』での入選をきっかけに、イラストレーターとして独立を果たす。広告などの商業デザインをはじめ、書籍や雑誌のイラストなど、多数の作品を手掛けた。また、アートディレクターとしても活動した。

## 来歴

### 生い立ち
1958年（昭和33年）、東京都新宿区にて生まれた。桑沢学園が運営する桑沢デザイン研究所にて学び、1979年（昭和54年）に卒業した。

### イラストレーターとして
1982年（昭和57年）、「ライター」にて『月刊漫画ガロ』で入選を果たした。これをきっかけに、フリーのイラストレーターとして独立を果たす。さらに1983年（昭和58年）には、「夏の日」にて偕成社の絵本新人賞に入選した。1986年（昭和61年）から1988年（昭和63年）にかけては、講談社の童画グランプリにて連続入選を果たした。複数年にわたって西武新宿ぺぺ&アメリカン・ブルバードの広告のイラストを手掛けており、農協観光、北海道電力、トヨタ自動車などの広告も担当するなど、商業デザインを多数手掛けている。政府広報などのイラストも多い。また、絵本をはじめ、竹中平蔵の『あしたの経済学――改革は必ず日本を再生させる』や和田秀樹の『つかれる時代の元気がでる経済学』など、書籍や雑誌のイラストなども手掛けている。アートディレクターとしても活動しており、オリジナルのキャラクターやロゴなどを多数制作した。体調不良により一時休業するも、2019年より活動を再開している。

## 家族・親族
とし和と同じくイラストレーターとして活動し、のちに稲城市議会議員も務めた尾沢敏明は双子の弟である。とし和と敏明の双方の作品を展示する兄弟展も多数開催しており、偕成社の『コミック・モエ』では「オザワブラザーズのコミックコーナー」と題したコーナーを共同で担当していた。2021年（令和3年）10月12日に敏明は死去したが、その際に「私もイラストレーターをしており、弟の心を引き継いで参りたいと思います」とのコメントを発表した。

## 略歴
- 1958年 - 東京都新宿区にて誕生[3]。
- 1979年 - 桑沢デザイン研究所卒業[2]。

## 賞歴
- 1982年 - 『月刊漫画ガロ』入選[1][2]。
- 1983年 - 偕成社絵本新人賞入選[1][2]。
- 1986年 - 講談社童画グランプリ入選[1]。
- 1987年 - 講談社童画グランプリ入選[1]。
- 1988年 - 講談社童画グランプリ入選[1][2]。
- 1994年 - 講談社年鑑日本のイラストレーション入選[2]。
- 2006年 - 玄光社イラストレーションファイル入選[2]。

## 著作

### 単著
- 下山隆志監修、尾沢とし和著『基本がわかるスポーツルール――バレーボール』イラスト版、汐文社、2005年。ISBN 4811379020

### 共著
- 日本児童文学者協会編、尾沢とし和・和田慧子画『もうすぐ1年生だよホーホケキョ』偕成社、1992年。ISBN 4034412208
- 日本児童文学者協会編、田中秀幸・尾沢とし和画『とびだせ1年生』偕成社、1992年。ISBN 4034412402